# Johannes Muntau
Johannes Muntau (* 29. Oktober 1876 in Mehlsack, Ostpreußen; † 22. März 1963 in Celle) war ein deutscher Justizbeamter (Gefängnisdirektor) und Politiker (CSVD).

## Leben und Wirken
Muntau studierte Rechtswissenschaft an der Albertina in Königsberg und wurde 1897 Mitglied des Corps Baltia, 1950 auch des Nachfolgecorps Albertina Hamburg. Nach seinem Studium arbeitete er als Staatsanwalt in Königsberg. Seit 1910 war Muntau im Strafvollzugsdienst tätig, in dem er es schließlich bis zum Leiter der Strafvollzugsanstalt Celle brachte.
1925 gründete Muntau die Schwarzes Kreuz Christliche Straffälligenhilfe. Im selben Jahr wurde er Vorsitzender des Verbandes der Deutschen Schutzvereine für entlassene Gefangene. Von 1927 bis 1933 übte er außerdem den Vorsitz über den Reichszusammenschluss für Gerichtshilfe und Gefangenenhilfe aus. Sein Engagement in der Kirche führte Muntau darüber hinaus in den Christlich-Sozialen Volksdienst, für den er bei der Reichstagswahl 1930 erfolgreich für den Reichstag kandidierte. Ihm gehörte er bis zu den Juliwahlen 1932 als Abgeordneter an. Anlässlich eines Auftritts Muntaus im Gefängnis von Celle 1930, resümiert Kurt Tucholsky die Gefangenenpolitik des Schwarzen Kreuzes als „eine Unverfrorenheit, in Strafgefangenen Objekte zu religiösen Experimenten zu sehen“.
Am 26. August 1933 wurde Muntau vorzeitig in den Ruhestand versetzt. Dennoch wurde ihm bald darauf die Leitung einer Strafvollzugsanstalt in Sachsen-Anhalt übertragen, die er knapp sechs Jahre lang führte, bevor er am 1. August 1939 abermals – und diesmal endgültig – in den Ruhestand versetzt wurde.

## Schriften
- Stimmen aus der Christlichen Gefangenhilfe, 1926.
- John Howard. Der Wegweiser vom Mittelalterlichen zum Modernen Strafvollzug, 1928. (Mit Helmut Rahne)
- D. Theodor Fliedner : Aus s. Leben u. Wirken, 1928. (Mit Theodor Just)
- Elisabeth Fry. Die Freundin der Gefangenen in England, 1928. (mit Helmut Rahne)
- Hol' über!. Bilder aus Der Arbeit in einem Übergangsheim für Strafentlassene, 1930. (Mit Heinrich Strohm)
- Strafvollzug und Gefangenenfürsorge im Wandel der Zeit, 1961.